# Guerra contra Nabis
Se conoce como guerra contra Nabis al enfrentamiento ocurrido en el año 195 a. C. entre Esparta, polis griega gobernada por el tirano Nabis, y una coalición conformada por la Liga Aquea, Pérgamo y Rodas, que contaba con el apoyo de Roma y Macedonia. El conflicto también es conocido como la guerra romano-espartana.
Durante la segunda guerra macedónica (200-196 a. C.), Macedonia había otorgado a Esparta el control sobre Argos, una importante ciudad en la costa egea del Peloponeso. El hecho de que Esparta aún continuara ocupando Argos tras el fin de la guerra fue usado como pretexto por Roma y sus aliados para declarar la guerra. La coalición antiespartana asedió Argos, capturó la base naval espartana en Gitión y pronto circunvaló y asedió a la mismísima ciudad de Esparta. Se emprendieron negociaciones que, finalmente, llevaron a la paz bajo condiciones impuestas por Roma, por medio de las cuales Argos y los pueblos costeros de Laconia fueron liberados del dominio espartano y los espartanos fueron obligados a pagar a Roma una indemnización por la guerra durante los siguientes ocho años. Argos se unió a la Liga Aquea y los pueblos laconios fueron puestos bajo protección aquea.
Como resultado de la guerra, Esparta perdió su calidad de potencia de Grecia. Todos los subsiguientes intentos espartanos de recuperar lo perdido fracasaron y Nabis, el último gobernante soberano espartano, finalmente fue asesinado. Poco tiempo después, Esparta fue forzada a convertirse en miembro de la Liga Aquea, su antiguo rival, terminando así varios siglos de independencia política.

## Antecedentes
Tras la muerte del tirano Macánidas en el 207 a. C., Nabis depuso al rey Pélope con la ayuda de un ejército de mercenarios y se proclamó rey, asegurando que era descendiente del rey euripóntida Demarato. Para entonces, la tradicional constitución de Licurgo había perdido su significado y Esparta era dominada por un grupo de sus antiguos mercenarios. Polibio describió al ejército de Nabis como "una multitud de asesinos, ladrones, rateros y bandoleros". En el año 205 a. C. Nabis firmó un tratado de paz con Roma, pero en el 201 a. C. atacó el territorio de Mesene, en esa época aliada de ambas partes, y que Esparta había gobernado hasta mediados del siglo IV]] Los espartanos capturaron Mesene pero pronto fueron obligados a abandonarla cuando llegó el ejército de Megalópolis al mando de Filopemen. Tiempo después fueron derrotados de manera decisiva en Tegea y Nabis tuvo que reconsiderar sus ambiciones expansionistas por un tiempo.
Durante la segunda guerra macedónica, Nabis tuvo una nueva oportunidad de expandir sus dominios. Filipo V de Macedonia le ofreció la polis de Argos con la condición de que Esparta desertara de la coalición romana y se uniera a la alianza macedonia. Nabis aceptó la oferta y recibió el control sobre Argos. Sin embargo, cuando la guerra se tornó contra Macedonia, regresó a la coalición romana y envió 600 mercenarios cretenses para apoyar al ejército romano. Más tarde Filipo sufrió una decisiva derrota frente a los romanos en la batalla de Cinoscéfalos, pero Esparta mantuvo el control sobre Argos. Tras la guerra, el ejército romano no se retiró de Grecia sino que envió guarniciones a varios lugares estratégicos para proteger sus intereses en la zona.

### Las reformas de Nabis

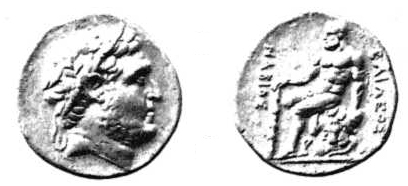
Moneda que muestra, en una de sus caras, el busto de Nabis con una corta barba, bigote, y una corona de laurel que se ata en la parte trasera de su cuello. En la otra cara aparece la inscripción ΒΑΙΛΕΟΣ, que en griego dórico significa βασιλεως (basileus), y ΝΑΒΙΟΣ, que se traduce por Ναβιδος (Nabis).

En contraprestación por su ayuda durante la guerra, Roma permitió a Nabis mantener su dominio sobre la polis de Argos. Mientras él ocupaba el trono de Esparta, hizo a su esposa Apia gobernante de su polis natal (Argos). Después, Apia y Nabis dieron un golpe financiero al confiscar grandes propiedades a las familias ricas de las polis bajo su dominio y torturando a aquellos que opusieron resistencia. La mayor parte de la tierra confiscada fue redistribuida a los ilotas libertos leales a Nabis. Una vez que incrementó su territorio y riqueza a través de ese método, Nabis comenzó la construcción del puerto de Gitión para convertirlo en un gran arsenal naval y fortificó la ciudad de Esparta. También permitió a sus aliados cretenses mantener bases navales en territorio espartano, desde las cuales cometían actos de piratería. El crecimiento de su fuerza naval permitió incluso a los más pobres participar como remeros de sus naves y así tener un empleo lucrativo. Sin embargo, la extensión de la capacidad naval del puerto de Gitión en esas circunstancias desagradaba a los limítrofes estados del mar Egeo, así como a la propia República romana.
El gobierno de Nabis se fundamentaba básicamente en sus reformas sociales y en la reconstrucción de las fuerzas armadas espartanas. El ejército espartano tradicionalmente se había basado en la leva de homoioi y periecos, apoyados por ilotas ligeramente armados. De varios miles en la época de las guerras médicas el número de homoioi había declinado a unos cuantos cientos en la época de Cleómenes III. Posiblemente hubo varias razones para la reducción de su número, una de las cuales consistía en que cada espartano que no podía pagar su parte en la sisitia (comida común para los varones en las sociedades dóricas) perdía su calidad de ciudadano de pleno derecho (eran los llamados hipomeiones), si bien esto no impedía a sus hijos participar en la agogé. Como resultado, el manejo de un respetable ejército de hoplitas que no contase con mercenarios o ilotas libertos era difícil. Cleómenes incrementó el número de homoioi de nuevo e hizo operar al ejército espartano con un mayor número de falangistas de armadura ligera, al estilo macedonio.

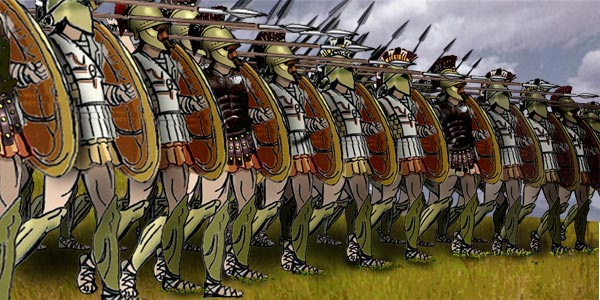
Una reconstrucción moderna de soldados griegos en formación de falange.

No obstante, muchos de estos nuevos homoioi murieron en la Batalla de Selasia y la política implementada por Nabis llevó a los que quedaban al exilio. En consecuencia, no había suficientes soldados disponibles para formar parte de la infantería pesada. Esto causó un serio declive en el poder militar espartano y el objetivo de las reformas de Nabis fue restablecer una clase de sujetos leales a su mando que fuesen capaces de servir como falangistas bien equipados. Su liberación de los ilotas esclavizados (los neodamodes) fue una de los más notables hitos en la historia espartana. Con esta acción Nabis eliminó un pilar ideológico central del viejo sistema social de Esparta y la principal razón esgrimida contra la expansión espartana hacia las demás polis. Hasta ese momento, la principal preocupación de Esparta había sido prevenir la rebelión ilota y esa necesidad limitaba cualquier aventura expansionista; la acción de Nabis acabó con este problema de un solo golpe. Sus ilotas libertos recibieron tierras de su parte y se casaron con las esposas de los ciudadanos espartanos exiliados o con las viudas de los miembros adinerados de la élite espartana que habían sido asesinados por órdenes de Nabis.

## Planificación

Mapa de Grecia y del mar Egeo a comienzos de la segunda guerra macedónica.

La Liga Aquea estaba molesta por el hecho de que uno de sus miembros continuara bajo ocupación espartana y persuadió a los romanos a reconsiderar su decisión de permitir a Esparta conservar los territorios de los que se había apoderado. Los romanos aceptaron la propuesta de los aqueos, pues no querían que una Esparta fuerte y reorganizada causara problemas una vez que ellos dejaran Grecia.
En el año 195 a. C., Tito Quincio Flaminino, comandante romano en Grecia, convocó un consejo de los Estados griegos en Corinto para discutir si se debía o no declarar la guerra a Nabis. Entre los estados que mandaron delegados constaban la Liga Etolia, Macedonia, Roma, Pérgamo, Rodas, Tesalia y la Liga Aquea. Todos los estados representados votaron a favor de la guerra excepto la Liga Etolia y Tesalia, que preferían que los romanos abandonaran Grecia inmediatamente. Ambas se ofrecieron a negociar con Nabis por su cuenta, pero la Liga Aquea se opuso, pues objetaba cualquier acción que incrementara el poder de la Liga Etolia. El historiador moderno Erich Gruen ha sugerido que los romanos pudieron usar la guerra como pretexto para apostar algunas legiones en Grecia con el fin de prevenir que los espartanos y la Liga Etolia se unieran al rey seléucida Antíoco III si éste invadía Grecia.
Flaminino envió primero un delegado a Esparta, demandando que Nabis entregara Argos a la Liga Aquea o, de lo contrario, se enfrentase una guerra contra Roma y sus aliados griegos. Nabis se negó a aceptar el ultimátum de Flaminino y como consecuencia cuarente mil soldados romanos y sus aliados griegos avanzaron hacia el Peloponeso. Una vez allí, Flaminino unió sus fuerzas con las del comandante aqueo, Aristeno, que contaba con diez mil soldados de infantería y mil de caballería en Cleonas. Juntos avanzaron hacia Argos.
Nabis designó a su cuñado, el argivo Pitágoras, comandante de su guarnición de quince mil hombres en Argos. A medida que los romanos y la Liga Aquea avanzaban hacia la ciudad, un joven argivo llamado Damocles intentó iniciar una rebelión contra la guarnición espartana. Con unos pocos seguidores, se situó en el ágora de la ciudad y gritó a sus conciudadanos argivos, exhortándoles a rebelarse. Sin embargo, la rebelión nunca se llegó a materializar y Damocles, junto con la mayoría de sus seguidores, fueron rodeados y asesinados por la guarnición espartana. Unos pocos supervivientes del grupo de Damocles lograron escapar de la ciudad y se dirigieron al campamento de Flaminino. Ahí le sugirieron que si acercaba su campamento a las puertas de la ciudad, los argivos se rebelarían contra los espartanos.
Flaminino envió a su infantería y caballería ligeras a encontrar un nuevo terreno donde emplazar el campamento. Al divisar al pequeño grupo de soldados romanos, un contingente de tropas espartanas salieron por las puertas de la ciudad y se enzarzaron en una escaramuza con los romanos, aproximadamente a 300 pies de las murallas de la ciudad. Finalmente, los romanos obligaron a que los espartanos se retirasen de vuelta a la ciudad.
Flaminino trasladó su campamento al lugar donde se había producido la escaramuza y esperó durante un día entero a que los espartanos lo atacaran. Al no ocurrir ningún ataque, llamó a un consejo de guerra para discutir si debía o no empezar el asedio. Todos los líderes griegos excepto Aristaenos se pronunciaron a favor de atacar la ciudad, pues capturar Argos era el primer objetivo que se plantearon al ir a la guerra. Aristaenos, en cambio, sugirió atacar directamente Esparta y Laconia. Flaminino se mostró de acuerdo con Aristaenos y el ejército marchó hacia Tegea, en Arcadia. Al día siguiente, Flaminino avanzó hacia Caryae, donde esperó la llegada de refuerzos aliados para sus tropas. Estos aliados estaban conformados por un contingente de exiliados espartanos liderados por Agesipolis, el rey legítimo de Esparta, quien había sido destronado veinte años atrás por el primer tirano de la ciudad, Licurgo. Pronto llegaron otros mil quinientos macedonios y cuatrocientas unidades de caballería de Tesalia enviados por Filipo para unirse también a los romanos. Los aliados se enteraron de que, además, varias flotas habían llegado a la costa laconia en su ayuda: una flota romana de cuarenta naves mandada por Lucio Quincio Flaminino, una flota de 18 naves de la isla de Rodas, dirigida por Sosilas, quien esperaba que la derrota de Nabis pusiera fin a la piratería que afectaba a sus naves mercantes, y una flota de cuarenta naves dirigida por el rey Eumenes II de Pérgamo, quien esperaba quedar bien con los romanos para así contar con su apoyo en caso de que Antíoco llevara a cabo su invasión.

## Campaña de Laconia

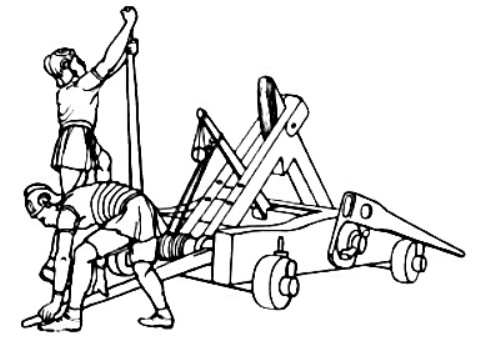
Esta pequeña arma de asedio, llamada onagro, era más barata y fácil de construir que una balista. Su uso era parecido al del litóbolos (la versión de la balista que lanza piedras como proyectiles), pero sus disparos eran menos precisos. No obstante, servía para lanzar sus proyectiles contra las almenas para destruirlas antes de proceder al asalto de las murallas.

Nabis reclutó a diez mil ciudadanos para su ejército y contrató a tres mil mercenarios adicionales. Sus aliados cretenses, quienes se beneficiaban de las bases navales que Nabis había establecido en su territorio, sumaron mil guerreros especialmente seleccionados a los mil que ya habían enviado para ayudar a los espartanos.
Nabis, temiendo que el avance romano animara a sus súbditos a rebelarse, decidió atemorizarlos ordenando la ejecución de ochenta ciudadanos prominentes. Cuando Flaminino dejó su base y se aproximó a Selasia, los auxiliares de Nabis atacaron a los romanos mientras estos todavía se encontraban construyendo su campamento. El súbito ataque confundió por un momento a los aliados, pero los espartanos se retiraron a la ciudad cuando llegó el cuerpo principal de cohortes de legionarios. Mientras los romanos avanzaban hacia el monte Menelao, los mercenarios de Nabis atacaron la retaguardia aliada. Apio Claudio, comandante de la retaguardia, reagrupó a sus tropas y obligó a los mercenarios a retirarse tras las murallas de la ciudad, causándoles enormes bajas en el proceso.
La coalición se dirigió entonces a Amiclas y desde allí saquearon los terrenos circundantes. Mientras tanto, Lucio Quincio recibió la rendición voluntaria de varios pueblos costeros de Laconia. A continuación, los aliados avanzaron hacia la ciudad más grande del área, el puerto y arsenal naval espartano de Gitión. Mientras las fuerzas terrestres empezaban a asediar la ciudad, llegó la armada aliada. Los marinos de las tres flotas combinadas se dedicaron a construir armas de asedio durante varios días. Sin embargo, y a pesar de que estas máquinas tuvieron un efecto devastador en las murallas de la ciudad, la guarnición resistió con éxito el ataque.
Pasado un tiempo, Dexagóridas, uno de los dos comandantes de la guarnición, le comunicó al legado romano que estaba dispuesto a rendir la ciudad. Sin embargo, Gorgopas, el otro comandante, mató a Dexagóridas con sus propias manos al enterarse de la noticia. Gorgopas mantuvo una fiera resistencia hasta que Flaminino llegó con cuatro mil soldados de refuerzo que había reclutado recientemente. Entonces los romanos reanudaron su asalto y Gorgopas fue obligado a rendirse, aunque logró negociar la condición que él y su guarnición pudieran abandonaran la ciudad sin recibir ningún daño y se les permitiera regresar a Esparta.

## El asedio a Esparta
Durante el asedio a Gitión, Pitágoras se retiró a Esparta llevando consigo tres mil hombres de Argos. Cuando Nabis descubrió que Gitión se había rendido decidió enviar un delegado a Flaminino para negociar los términos de la paz. Nabis ofreció retirar de Argos al resto de su guarnición y entregar a los romanos todos los desertores y prisioneros que tuviese en su poder. Flaminino, por su parte, convocó otro consejo de guerra con sus aliados, y la mayoría del consejo decidió que lo mejor era capturar Esparta y destronar a Nabis.
Flaminino respondió a Nabis proponiéndole sus propias condiciones para la rendición, bajo las cuales Esparta y Roma harían una tregua de seis meses siempre y cuando Nabis rindiera la guarnición de Argos, junto con todas sus guarniciones en la Argólida; liberara Argos y le entregara su flota; pagara una indemnización durante ocho años y no estableciera alianzas con ninguna ciudad cretense. Nabis rechazó su oferta, asegurando que tenía suficientes provisiones como para soportar un asedio. En consecuencia, Flaminino llevó su ejército de cincuenta mil hombres a Esparta y, tras derrotar a los espartanos en las afueras de la ciudad, empezó el asedio. Sin embargo, Flaminino no llevó a cabo el asedio de la manera tradicional, esperando la rendición por hambre, sino que decidió tomar la ciudad al asalto. Al principio los espartanos resistieron bien el ataque de los aliados, pero luego comenzaron a ceder en buena medida debido al hecho de que sus ataques con proyectiles eran inútiles contra los grandes escudos romanos.
Los romanos asaltaron Esparta y tomaron sus murallas, pero su avance fue retrasado inicialmente por la estrechez de las calles de las afueras de la ciudad. Sin embargo, a medida que avanzaban al centro de ésta, las calles eran más anchas y los espartanos se veían obligados a replegarse cada vez más. Nabis, al ver que sus defensas colapsaban, intentó huir, pero Pitágoras reagrupó y animó a los soldados y les ordenó incendiar los edificios más cercanos a las murallas. Escombros en llamas cayeron sobre los soldados de la coalición que entraban en la ciudad causando muchas bajas. Al observar esto, Flaminino ordenó a su ejército regresar a su base. Cuando el ataque se reanudó, los espartanos lograron contener a los romanos durante tres días antes de que Nabis, al darse cuenta de que su situación era irremediable, decidiera enviar a Pitágoras para ofrecer su rendición. Al principio, Flaminino rehusó recibirle, pero cuando Pitágoras acudió al campamento romano por segunda vez, el general romano aceptó la rendición bajo las mismas condiciones que él había propuesto con anterioridad. Posteriormente, el tratado fue ratificado por el Senado.
Por su parte, los argivos se rebelaron cuando escucharon que Esparta estaba bajo asedio. Comandados por Archippas, atacaron la guarnición comandada por Timócrates de Pelene. Timócrates rindió la ciudadela con la condición de que a él y a sus tropas se les permitiera retirarse sin sufrir daños; a cambio todos los argivos que formaban parte del ejército de Nabis podrían regresar a sus hogares.

## Resultado
Después de la guerra, Flaminino visitó los Juegos Nemeos en Argos y proclamó la libertad de la polis. Los argivos decidieron inmediatamente regresar a la Liga Aquea. Flaminino también liberó a todas las ciudades costeras de Laconia de la dominación espartana y las puso bajo protección aquea. Los restos de la flota espartana fueron puesto bajo la custodia de las mismas ciudades costeras. Nabis también tuvo que retirar sus guarniciones de las ciudades cretenses y revocar varias de las reformas sociales y económicas que habían fortalecido el poderío militar espartano. Los romanos, sin embargo, no destronaron a Nabis. Aunque Esparta era una polis debilitada y efectivamente impotente, los romanos querían mantenerla independiente para que actuara como un contrapeso contra la creciente Liga Aquea. La sumisión y futura lealtad de Nabis fue asegurada por el hecho que tuvo que entregar a cinco personas como rehenes de los romanos, y entre ellos a su hijo Armenas. Los romanos no permitieron que los exiliados regresaran a Esparta para evitar cualquier tipo de conflicto interno en la polis. No obstante, permitieron a cualquier mujer que estuviera casada en segundas nupcias con un ilota liberado, y cuyo primer marido estuviera desterrado, reunirse con éste en el exilio.
Cuando las legiones al mando de Flaminino regresaron a Italia, las polis griegas se encontraron de nuevo enfrentadas a sus propias divisiones. En aquella época dominaban la región el reino de Macedonia, que hacía poco había perdido una guerra contra Roma, los etolios, la fortalecida Liga Aquea y la debilitada Esparta. Los etolios, que se habían opuesto a la intervención romana en los asuntos griegos, incitaron a Nabis a retomar sus antiguos territorios y su posición entre las potencias griegas. En el año 192 a. C., Nabis, tras la construcción de una nueva flota y el fortalecimiento de su ejército, atacó y asedió Gitión. Los aqueos respondieron enviando un emisario a Roma para pedir ayuda. El Senado respondió enviando al pretor Atilio con una armada para derrotar a la flota de Nabis, así como una embajada liderada por Flaminino.

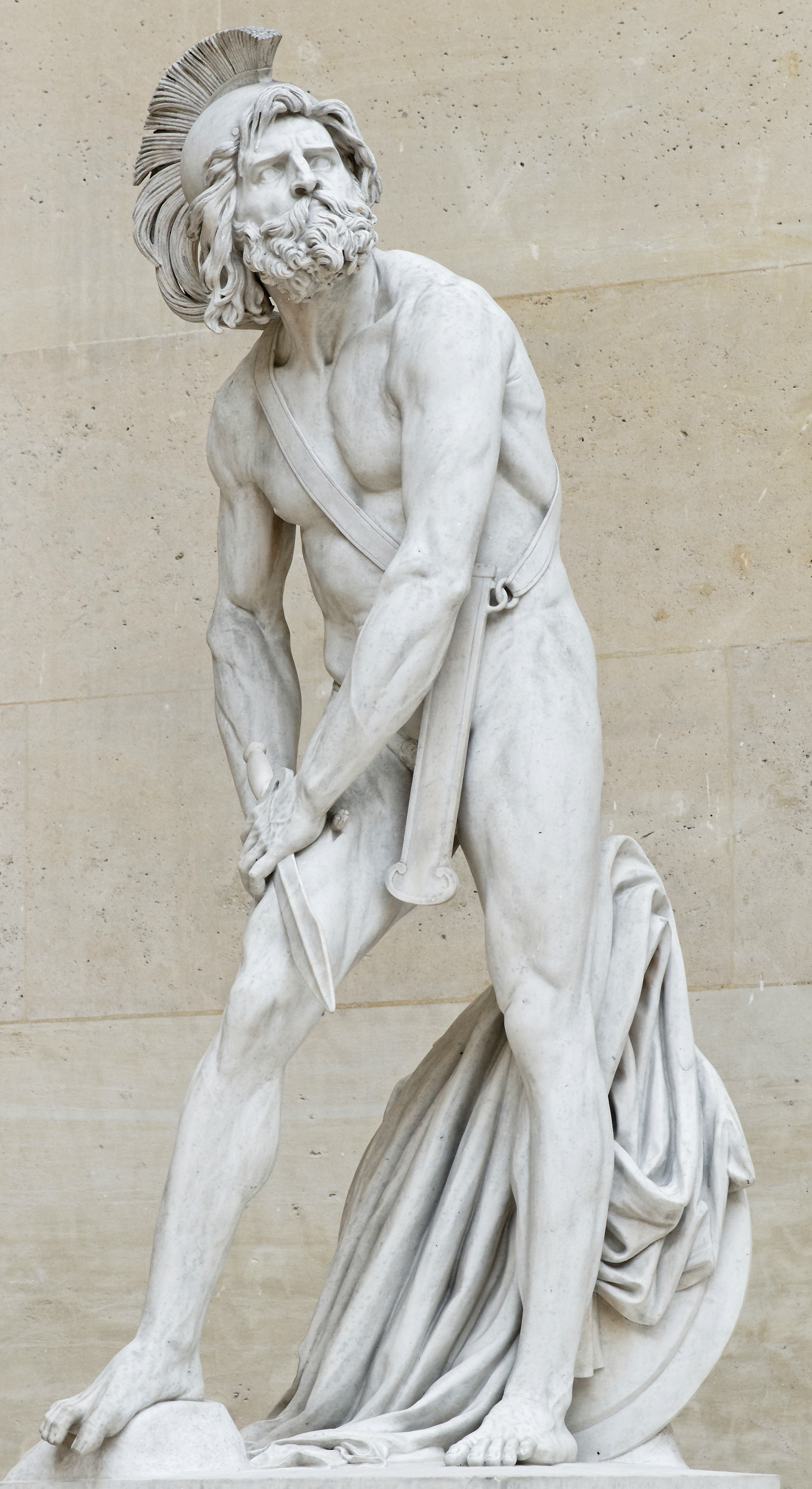
Filopemen herido por David d'Angers, 1837, Museo del Louvre.

En vez de esperar la llegada de la flota romana, el ejército y la armada de los aqueos partieron hacia Gitión bajo el mando de Filopemen. La flota aquea fue derrotada por la recientemente reconstruida flota espartana, siendo destruido su buque insignia durante el primer ataque. Asimismo, en tierra, el ejército aqueo no pudo derrotar al espartano en las afueras de Gitión y Filopemen se retiró a Tegea. Cuando Filopemen regresó a Laconia para un segundo intento su ejército fue emboscado por Nabis pero de todos modos consiguió salir victorioso. Entonces los aqueos se dedicaron a saquear Laconia durante treinta días mientras los espartanos se mantenían dentro de la polis fortificada. Los planes para capturar Esparta ya estaban trazados cuando llegó Flaminino y convenció al estratego Filopemen de que no la tomara. Mientras tanto, Nabis decidió aceptar el statu quo anterior y rendirse nuevamente bajo las mismas condiciones del último tratado.
Como Esparta había quedado debilitada, Nabis acudió a los etolios en busca de ayuda, recibiendo mil infantes y treinta caballeros bajo el mando de Alexámeno. Se dice que mientras Nabis observaba el entrenamiento de sus tropas, el comandante etolio Alexámeno cargó contra él y le mató con su lanza. Después, las tropas etolias tomaron el palacio y se aprestaron a saquear la ciudad, pero los habitantes de Esparta se organizaron y lograron expulsarlos de la polis. Mientras Esparta se hallaba en la anarquía, Filopemen entró en la ciudad con el ejército aqueo y la convirtió en miembro de la Liga Aquea. Se permitió que la polis de Esparta mantuviera sus leyes y territorio, pero no se permitió la vuelta a su antigua forma de gobierno ni el retorno de los exiliados.
En el año 189 a. C. se permitió que los rehenes tomados por Roma regresaran a Esparta, salvo el hijo de Nabis, que anteriormente había muerto por una enfermedad. Esparta, que tenía problemas políticos y económicos debidos a la cercanía de los exiliados y por no disponer de acceso al mar, capturó la ciudad de Las, que era el hogar de muchos exiliados y un miembro de la Unión de laconios libres. Los aqueos adoptaron oficialmente este acontecimiento como una excusa para acabar con la independencia espartana de una vez por todas y demandaron la entrega de los responsables del ataque. Los culpables respondieron asesinando a treinta ciudadanos simpatizantes de los aqueos, separándose de la Liga y solicitando la protección romana. Los romanos, que deseaban la división de la Liga, no hicieron nada al respecto. En el año 188 a. C., Filopemen penetró por el norte de Laconia con un ejército y con los exiliados espartanos que insistían en regresar a Esparta. Primero masacró a ochenta ciudadanos hostiles a la Liga Aquea en Compasium y luego hizo demoler la muralla que Nabis había construido alrededor de Esparta. A continuación, Filopemen restauró a los exiliados y abolió la ley espartana, reemplazándola por la aquea. Así terminó el papel de Esparta como potencia en Grecia, mientras que Acaya se convertía en el poder dominante de todo el Peloponeso.